# Сієнна Міллер
Сіє́нна Ро́уз Міллер (англ. Sienna Rose Diana Miller; нар. 28 грудня 1981 року, Нью-Йорк, США) — англійська акторка, фотомодель, модельєрка та світська особа.

## Біографія
Народилася 28 грудня 1981 року в Нью-Йорку. Батьки Сієнни: Едвін Міллер (англ. Edwin 'Ed' Miller) — банкір; мати, Джозефін Міллер (англ. Josephine 'Jo' Miller), — родом із ПАР. У Сієнни також є рідна сестра Саванна (англ. Savannah), зведена — Наташа (англ. Natasha) та зведені брати, Чарльз (англ. Charles) і Стівен (англ. Stephen).
Коли Сієнні було 6 років, її батьки розлучилися. Мати Джо працювала помічницею Девіда Бові та керувала акторською школою Лі Страсберга в Лондоні, а батько Ед, колишній банкір, а тепер торговець витворами китайського мистецтва, знову одружився, цього разу з відомою південноафриканською дизайнеркою інтер'єрів Келлі Гоппен (англ. Kelly Hoppen), проте знову розлучився. Після розлучення батьків Сієнна разом із матір'ю переїхала до Англії, де навчалася в пансіоні для дівчат у місті Ескот (англ. Ascot), графство Беркшир. У 18 років переїхала назад до Нью-Йорка, де протягом року відвідувала акторську студію Лі Страсберга.

## Кар'єра
З 16 років Сієнна Міллер почала працювати фотомоделлю.
Дебютувала на театральній сцені роллю Селії у 2005 році в комедії Шекспіра «Як вам це сподобається», «Віндгемс Театр» (англ. Wyndham's Theatre), режисер Девід Лен (англ. David Lan).
Дебютом на екрані для Міллер стала роль у романтичній комедії «Південний Кенсінгтон», що вийшла 2001 року. 
У 2002 році в Лондоні знялася в незалежній картині «The Ride» (також відомої під назвою «Joy-Rider»). Потім вона отримала постійну роль у серіалі «Кін Едді». 
У 2004 році Міллер виконала невелику роль Теммі в гангстерському фільмі «Листковий торт». Зйомки для Міллер продовжилися всього п'ять днів. 
У 2005 році зіграла у фільмі «Казанова» разом з Гітом Леджером. Цього ж року вона також дебютувала у Вест-Енді у відродженні постановки «Як вам це подобається» у театрі Віндхемс. Її виступ отримав теплі відгуки критиків.
У січні 2006 року Сієнна Міллер підписала контракт з англійською компанією «Pepe Jeans» на випуск власної лінії джинсового одягу та аксесуарів під назвою «2812». Назва розшифровується як дата її народження.

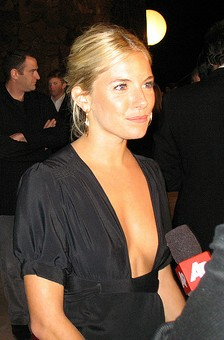
Міллер на Міжнародному кінофестивалі у Палм-Спрінгс 2007 року

У 2007 році на екрани вийшов фільм-казка, екранізація фантастичного роману Ніла Геймана «Зоряний пил», у якому Сієнна виконала роль Вікторії.
Так само Міллер знімалася в драмі режисера Біба Кидрон «Хіпі Хіпі Шейк» за мотивами мемуарів Річарда Невіла, де вона грає роль Луїзи Фер'є. Прем'єра відбулася в 2008 році.
У 2008 році вона зіграла головну роль у фільмі «Таємниці Піттсбурга». Прем'єра фільму відбулася на кінофестивалі Санденс, він був випущений обмеженим тиражем . У британській романтичній драмі «Заборонене кохання» Міллер зіграла роль Кейтлін Макнамари, дружини валлійського поета Ділана Томаса. Ця роль принесла їй номінацію на премію британського незалежного кіно за найкращу жіночу роль другого плану. У 2008 році озвучила циркову лисицю в анімаційному фільмі «Маленький Вук» та зіграла роль Камілли в романтичній комедії «Медовий місяць Камілли».
У 2009 Міллер знялася в ролі Баронеси в бойовику «Джі Ай Джо: Атака Кобри» .

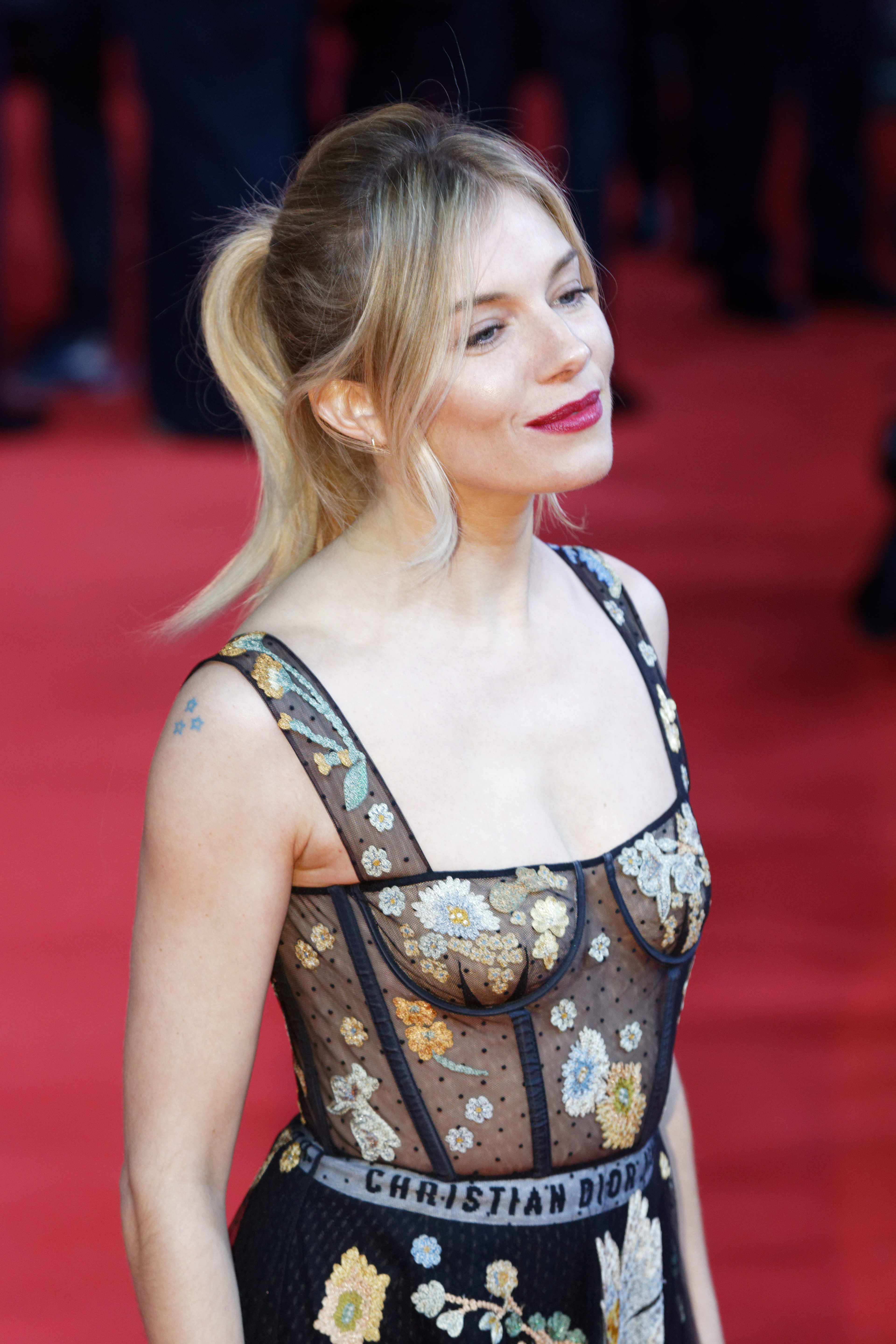
Міллер на прем'єрі фільму «Загублене місто Z» на Берлінському міжнародному кінофестивалі 2017

У 2012 році вона зіграла Тіппі Хедрен, музу режисера Альфреда Хічкока в драмі «Дівчина». Міллер отримала номінації на телевізійну премію BAFTA та премію Золотий глобус. У 2012 році вона також зіграла світську левицю у драмі «Два валета», сестру вчителя початкових класів у драмі «Жовтий» та домогосподарку, яка бажає взяти участь у конкурсі танцю живота у фільмі «Зовсім як жінка».
У 2014 році Сієнна зіграла Ненсі Шульц, дружину вбитого олімпійського чемпіона з боротьби Дейва Шульца, у фільмі Беннетта Міллера «Мисливець на лисиць», а також Таю Рене Кайл у фільмі Клінта Іствуда «Американський снайпер». Останній увійшов у п'ятірку найкасовіших військових фільмів усіх часів. 
У 2015 році вона відіграла роль повії у дорожній драмі «Прогулянка Міссісіпі». Того ж року вийшли картини «Висотка», «Чорна меса» та «Шеф Адам Джонс» за участю Міллер.
У 2016 Міллер знялася у фільмі «Загублене місто Z» режисера Джеймса Грея. У кримінальній драмі Бена Аффлека «Закон ночі» вона зіграла коханку сумнозвісного гангстера  . 
У 2017 році Сієнна знялася в драмі «Недосконале вбивство», яка була показана поза конкурсом на Венеціанському міжнародному кінофестивалі .
У 2018 році вона зіграла роль Естелли у військовому фільмі «Шпигунська гра», а також у драмі «Американська жінка». 
У 2019 Міллер зіграла роль детектива по боротьбі з наркотиками в бойовику «21 міст». У цьому ж року вона зіграла роль Бет у драмі «Найгучніший голос».

## Приватне життя
У 2004 році під час кастингу для фільму «Красунчик Алфі, або Чого хочуть чоловіки» Міллер познайомилася з британським актором Джудом Лоу, через деякий час вони оголосили про заручини. Але в серпні 2005 року розлучилися, коли стало відомо про зраду Джуда з нянею своїх дітей від першого шлюбу. У листопаді 2009 року вони знову відновили свої стосунки. На початку 2011 року Джуд Лоу і Сієнна Міллер остаточно розірвали свої стосунки.
Улітку 2011 року почала зустрічатися з британським актором та музикантом Томом Старріджем (англ. Tom Sturridge). 6 січня 2012 року стало відомо про вагітність. 7 липня 2012 30-річна Міллер та 26-річний Старрідж стали батьками доньки Мерлоу Старрідж (англ. Marlowe Ottoline Layng Sturridge). Пара розійшлася в липні 2015.
З лютого 2022 Міллер перебуває у стосунках з моделлю й актором Олі Гріном. У серпні 2023 року стало відомо про вагітність, а нещодавно з'явилася інформація про те, що акторка вдруге стала матір'ю.

## Фільмографія
| Рік       |     | Українська назва              | Оригінальна назва                  | Роль                          |
| --------- | --- | ----------------------------- | ---------------------------------- | ----------------------------- |
| 2003—2004 | с   |                               | Keen Eddie                         | Фіона Бікертон (13 епізодів)  |
| 2004      | ф   | Листковий пиріг               | Layer Cake                         | Таммі                         |
| 2004      | ф   | Красунчик Алфі                | Alfie                              | Ніккі                         |
| 2005      | ф   | Казанова                      | Casanova                           | Франческа Бруні               |
| 2006      | ф   | Я спокусила Енді Воргола      | Factory Girl                       | Еді Седжвік                   |
| 2007      | ф   | Зоряний пил                   | Stardust                           | Вікторія                      |
| 2008      | ф   | Таємниці Пітсбурга            | The Mysteries of Pittsburgh        | Вікторія                      |
| 2008      | ф   | Медовий місяць Камілли        | Camille                            | Камілла                       |
| 2008      | ф   | Заборонене кохання            | The Edge of Love                   | Кейтлін Томас                 |
| 2009      | док | Вересневий номер              | The September Issue                | у ролі самої себе             |
| 2009      | ф   | Джі Ай Джо: Атака Кобри       | G.I. Joe: The Rise of Cobra        | Ана / Баронеса                |
| 2012      | ф   | Пригоди французів у Нью-Йорку | Nous York                          | кінозірка                     |
| 2012      | ф   | Два Джеки                     | 2 Jacks                            | Даяна                         |
| 2012      | ф   | Жовтий                        | Yellow                             | Зан                           |
| 2012      | тф  | Дівчина                       | The Girl                           | Тіппі Гедрен                  |
| 2013      | ф   | Зовсім як жінка               | Just Like a Woman                  | Мерілін                       |
| 2013      | ф   | Справа в тобі                 | A Case of You                      | Сара                          |
| 2014      | ф   | Мисливець на лисиць           | Foxcatcher                         | Ненсі Шульц                   |
| 2014      | ф   | Американський снайпер         | American Sniper                    | Тая                           |
| 2015      | ф   | Прогулянка по Міссісіпі       | Mississippi Grind                  | Симона                        |
| 2015      | ф   | Неочікуваний бізнес           | Unfinished Business                | Чак Портной                   |
| 2015      | ф   | Висотка                       | High-Rise                          | Шарлотт Мелвіль               |
| 2015      | ф   | Чорна меса                    | Black Mass                         | Кетрін Грейг (видалена сцена) |
| 2015      | ф   | Шеф Адам Джонс                | Burnt                              | Гелен                         |
| 2016      | ф   | Загублене місто Зет           | The Lost City of Z                 | Ніна Фосетт                   |
| 2016      | ф   | Закон ночі                    | Live by Night                      | Емма Гоулд                    |
| 2017      | ф   | Недосконале вбивство          | The Private Life of a Modern Woman | Віра Локмен                   |
| 2018      | ф   | Шпигунська гра                | The Catcher Was a Spy              | Естелла Хуні                  |
| 2018      | ф   | Американська жінка            | American Woman                     | Дебра                         |
| 2019      | с   | Найгучніший голос             | The Loudest Voice                  | Бет Тілсон Ейлс (7 епізодів)  |
| 2019      | ф   | 21 міст                       | 21 Bridges                         | Френкі Бернс                  |
| 2020      | ф   | Блукання в темряві            | Wander Darkly                      | Адріенна / Кетрін Грейг       |
| 2022      | с   | Анатомія скандалу             | Anatomy of a Scandal               | Софі Вайтгаус (6 епізодів)    |
| 2023      | с   | Екстраполяції                 | Extrapolations                     | Ребекка Ширер (3 епізоди)     |
| 2023      | ф   | Весілля моєї мами             | My Mother's Wedding                | Вікторія                      |
| 2024      | с   | Угамуй свій запал             | Curb Your Enthusiasm               | камео (3 епізоди)             |
| 2024      | ф   | Горизонт: Американська сага   | Horizon: An American Saga          | Френсіс Кіттредж              |
|           | ф   | Медден                        | Madden                             | Керол Девіс                   |

## Нагороди та відзнаки
Неодноразово потрапляла до рейтингів топ-100 «найгарячіших жінок світу» журналу «Максим» (2005—2008 рр.), топ-99 «найбільш бажаних жінок світу» журналу «АскМен» (2 місце в 2006 р.), «100 найсексуальніших жінок світу» журналу «Еф-ейч-ем», а також до списку найкрасивіших облич світу (2004—2010 рр.).